# US 1913 Seregno Calcio
US 1913 Seregno Calcio je italský fotbalový klub hrající v sezóně 2021/22 ve 3. italské fotbalové lize sídlící ve městě Seregno v regionu Lombardie.
Klub vznikl v roce 1913. První soutěž hraje v sezoně 1914/15, po jejím ukončení končí i klub. V roce 1920 se sloučí s klubem Labor Sportiva a vzniká tak Foot-Ball Club Labor Sportiva Seregno a je připojena k FIGC. V sezoně 1921/22 byl klub vyloučen kvůli opakovaným násilnostem při utkání ze soutěže. V sezoně 1932/33 po reorganizaci lig byl přijat do druhé ligy. Sezonu 1981/82 hrál naposled v profi lize a od téhle doby hraje jen v regionální lize. Návrat do profi ligy se konal po 39 letech v sezoně 2020/21 když vyhrál svou skupinu a slavil postup.
Nejlepším umístěním je 3. místo ve druhé lize ze sezony 1946/47.

## Změny názvu klubu
- 1913/14 – 1919/20 – Seregno FBC (Seregno Foot-Ball Club)
- 1920/21 – 1923/24 – LS Seregno FBC (Labor Sportiva Seregno Foot-Ball Club)
- 1924/25 – 1926/27 – Seregno GC (Seregno Gruppo Calcio)
- 1927/28 – 1934/35 – Seregno FBC (Seregno Foot-Ball Club)
- 1935/36 – 1937/38 – AS Seregno (Associazione Sportiva Seregno)
- 1938/39 – 1940/41 – AC Seregno (Associazione Calcio Seregno)
- 1941/42 – 1944/45 – AS Calcio Seregno (Associazione Sportiva Calcio Seregno)
- 1945/46 – 1977/78 – Seregno FBC (Seregno Foot-Ball Club)
- 1978/79 – 1980/81 – Seregno Calcio Brianza 1913 (Seregno Calcio Brianza 1913)
- 1981/82 – 1994/95 – Seregno FBC 1913 (Seregno F.B.C. 1913)
- 1999/00 – 2005/06 – 1913 Seregno (1913 Seregno)
- 2006/07 – 2020/21 – USD 1913 Seregno Calcio (Unione Sportiva Dilettantistica 1913 Seregno Calcio)
- 2021/22 – US 1913 Seregno Calcio (Unione Sportiva 1913 Seregno Calcio)

## Získané trofeje

### Vyhrané domácí soutěže
- 3. italská liga ( 1x )

1949/50
- 4. italská liga ( 2x )

1968/69, 2020/21

## Účast v ligách
| Úroveň soutěže | Název soutěže (nynější název) | První hraná sezona | Poslední hraná sezona | celkem odehraných sezon |
| -------------- | ----------------------------- | ------------------ | --------------------- | ----------------------- |
| 2              | Serie B                       | 1933/34            | 1950/51               | 6                       |
| 3              | Serie C                       | 1927/28            | 2021/22               | 31                      |
| 4              | Serie D                       | 1952/53            | 2020/21               | 39                      |

## Fotbalisté

### Známí hráči v klubu
- Ottavio Bugatti – (1949–1951) reprezentant
- Aldo Boffi – (1933–1936, 1946–1951) reprezentant
- Massimo Crippa – (1985/86, 2003) reprezentant